# Ungarske revolution i 1848
Den Ungarske revolution i 1848 var en af mange revolutioner dette år og nært knyttet til de andre revolutioner i det habsburgske område. Revolutionen i Ungarn voksede til en krig for uafhængighed fra habsburgsk styre.
Mange af lederne og deltagerne inklusiv Lajos Kossuth, István Széchenyi, Sándor Petőfi og József Bem, er blandt de mest respekterede nationale figurer i ungarns historie i dag. Dagen for udbruddet af revolutionen, 15. marts, er en af Ungarns tre nationale helligdage.

## Vigtige personer under den Ungarske revolution
- Józef Bem
- Henryk Dembiński
- Lajos Kossuth
- Sándor Petőfi
- István Széchenyi
- Józef Wysocki
- Artúr Görgey
- Lajos Batthyány